# Санкт-Петербурзькі конвенції
Санкт-Петербурзькі конвенції 1772—1797 — комплекс угод (загалом 6), укладених Російською імперією з Австрією та Прусським королівством про воєнний союз, розподіл території та припинення існування Речі Посполитої.

## 1772
У Санкт-Петербурзькій конвенції від 15 (4) січня 1772 між Росією та Пруссією було проголошено існування анархістських тенденцій у Речі Посполитій, що можуть загрожувати міжнародній безпеці, а також існування територіальних претензій сторін до цієї держави. Узгоджено приєднання до Росії Латвії та частини білоруських земель на схід від Зах. Двіни та Дніпра; приєднання до Пруссії частини півн.-західних польських земель. Проголошено союз та взаємну гарантію нових територіальних надбань проти третіх держав, зокрема Австрії. Передбачалася можливість приєднання Австрії до документа.
Санкт-Петербурзькою конвенцією від 5 серпня (25 липня) 1772 між Росією та Австрією проголошено наміри сторін домогтися зміни форми правління в Речі Посполитій згідно зі своїми інтересами (встановлення абсолютної монархії). Узгоджено приєднання до Австрії частини польських та українських земель (сучасних Івано-Франківської, частини Волинської, Львівської, Тернопільської областей); до Росії приєднувалися литовські землі. Росія відмовлялася від претензій на землі Османської імперії, а також на унезалежнення Молдавського та Валаського князівств. За це Австрія зобов’язалася надати дружні послуги для укладення російсько-турецького мирного договору. Територіальні умови обох конвенцій були визнані договорами Речі Посполитої з Росією, Австрією та Пруссією від 18 (7) вересня 1773.

## 1793
В Санкт-Петербурзькій конвенції від 23 (12) січня 1793 між Росією та Пруссією констатовано занепокоєність сторін конституційно-правовими змінами в Речі Посполитій. Росія зобов’язалася придушити національно-визвольний рух у цій державі. За це Пруссія зобов’язувалася разом з Австрією вести війну із Францією для відновлення там монархічного ладу. Узгоджувалося приєднання до Росії литовських, частин білоруських та українських земель (Правобережна Україна до сучасних Волинської, Львівської, Івано-Франківської та Чернівецької областей на заході). До Пруссії приєднувалася частина польських земель. Проголошувався російсько-пруссько-австрійський оборонний союз. Територіальні зміни були визнані договорами Речі Посполитої з Росією (22 (11) липня 1793) та Пруссією (25 (14) вересня 1793). Австрія приєдналася до цієї конвенції 3 січня 1795 (23 грудня 1794).

## 1795
Санкт-Петербурзька конвенцією від 3 січня 1795 (23 грудня 1794) між Росією та Австрією проголошено "крайню необхідність" припинення існування Речі Посполитої та остаточного розподілу її земель. Передбачалося приєднання Галичини до Австрії. Кордон Російської імперії встановлювався від р. Дністер по р. Збруч, від верхів’їв Збруча до р. Горинь, далі — до м. Броди, далі — до м. Сокаль, по р. Зах. Буг до м. Немирів (нині у Білостоцькому воєводстві Польщі), далі — до м. Гродно (нині місто в Білорусі), далі — по р. Німан до сучасного м. Смалінінкай, далі — до сучасного м. Клайпеда (нині обидва міста в Литві). Таким чином, до Російської імперії перейшли Луцьке, Новогрудське, Віленське, Ворнське, частина Холмського, Брестського, Трокського воєводств Речі Посполитої, а також ленні землі останньої — Курляндія. Нині ці території складають Волинську, частини Тернопільської, Рівненської, Львівської областей; Гродненську та частину Брестської обл. у Білорусі; Литву, південні райони Латвії. Таємна російсько-австрійська декларація передбачала антипрусський та антитурецький військовий союз.

## 1797
В Санкт-Петербурзькій конвенції від 26 (15) січня 1797 між Росією, Австрією та Пруссією визнано припинення існування Речі Посполитої та правонаступництво сторін по її боргових зобов’язаннях. У результаті підписання конвенцій у межах Російської імперії опинилася більшість українських земель Речі Посполитої, окрім Руського воєводства та частин Белзького воєводства і Холмського воєводства, які перейшли до Австрії.